# Dysaletria complicans
Dysaletria complicans är en tvåvingeart som först beskrevs av Frey 1958.  Dysaletria complicans ingår i släktet Dysaletria och familjen puckeldansflugor.
Artens utbredningsområde är Kanarieöarna. Inga underarter finns listade i Catalogue of Life.